# Mariagerfjordkredsen
Mariagerfjordkredsen er en opstillingskreds i Nordjyllands Storkreds.
Kredsen blev oprettet i 2007. Den består af Mariagerfjord Kommune.
Størstedelen af kredsen kommer fra den nedlagte Hobrokredsen i Nordjyllands Amtskreds. Det er de tidligere kommuner Hadsund, Arden og Hobro. Kredsen har fået tilført det lille ejerlav Hannerupgård fra Nørager Kommune i Aarskredsen. Fra Århus Amtskreds har kredsen fået det meste af Mariager Kommune i Mariagerkredsen. Fra Viborg Amtskreds har kredsen fået Hvilsom Skoledistrikt fra den tidligere Aalestrup Kommune i Viborgkredsen.
Ved Kommunal- og regionsrådsvalg 2013 var der følgende valgsteder: